# Moore’s Island District
Moore’s Island District är ett distrikt i Bahamas. Det ligger i den norra delen av landet, 140 km norr om huvudstaden Nassau. Moore’s Island District ligger på ön Moore’s Island.
Savannklimat råder i trakten. Årsmedeltemperaturen i trakten är 24 °C. Den varmaste månaden är juli, då medeltemperaturen är 27 °C, och den kallaste är februari, med 19 °C. Genomsnittlig årsnederbörd är 1 356 millimeter. Den regnigaste månaden är juli, med i genomsnitt 221 mm nederbörd, och den torraste är januari, med 16 mm nederbörd.